# República Socialista Soviética da Moldávia
A República Socialista Soviética da Moldávia ou República Socialista Soviética Moldava (em romeno: Republica Sovietică Socialistă Moldovenească; em círilico moldavo: Република Советикэ Сочиалистэ Молдовеняскэ), também conhecida como Moldávia Soviética, foi uma das 15 repúblicas da União Soviética que existiu de 1940 a 1991. 
Após a Declaração de Soberania em 23 de junho de 1990, e até 23 de maio de 1991, foi oficialmente conhecida como República Socialista Soviética da Moldávia. De 23 de maio de 1991 até a declaração de independência em 27 de agosto de 1991, foi renomeada República da Moldávia, permanecendo uma república constituinte da URSS. Sua independência foi reconhecida em 26 de dezembro de 1991, quando a URSS foi dissolvida.
Geograficamente, a RSS da Moldávia fazia fronteira com a Romênia a oeste e a Ucrânia ao norte, leste e sul.